# Resanovci
Resanovci su naseljeno mjesto u općini Bosansko Grahovo, Federacija Bosne i Hercegovine, BiH.

## Zemljopis
Sa sjeverozapadne strane općine Bosansko Grahovo su Resanovci. Tu je i otvoreni prijevoj prema dolini Une, preko doline Prastruge, čije je dno na visini od oko 860 metara nadmorske visine. Prema općini Drvar je udolina između Strlježnice i Jadovnika, čija je visina 980 metara te se na tom pravcu nalazi magistralna cesta Bosansko Grahovo – Drvar.
Pećina Lednica (Resanovačka pećina ili Ledenica) se nalazi u selu Resanovci 2,5 kilometra udaljena od magistralne ceste Bosansko Grahovo-Drvar. Prije rata bila je osvjetljena, a krasilo ju je izuzetno bogatstvo pećinskog nakita. U vremenu nakon rata rasvjeta je pokradena, a dio nakita uništen i odnešen. Pećina je specijalni geološki rezervat koju čini 13 dvorana ukupne dužine 697,5 metara, a površina 8.477 m2. u maju 2012. pokrenut je projekt revitalizacije ove pećine i Šatorskog jezera uz podršku Europske unije.

## Povijest
Najstariji tragovi davno iščezlih kultura otkriveni su u Čađavoj (Gigića) pećini iznad sela Resanovci. U njenom predvorju su zapaženi tragovi prebivališta pračovjeka, a otkriven je i jedan kameni nožić, vrlo patiniran i još nekoliko paleolitskih kamenih izrađevina, te se smatra da je pračovjek posjećivao ovu pećinu prije oko 30.000 godina.
Stara rimska cesta iz Dalmacije za dolinu Sane i Une prolazila je kroz Resanovce gdje se i sada nalaze njegovi tragovi i gdje se čuvaju legende vezane za put.

## Stanovništvo

### 1991.
Nacionalni sastav stanovništva 1991. godine, bio je sljedeći:
ukupno: 249
- Srbi - 242
- Jugslaveni - 7

### 2013.
Nacionalni sastav stanovništva 2013. godine, bio je sljedeći:
ukupno: 102
- Srbi - 99
- ostali, neopredijeljeni i nepoznato - 3